# Yes Straws
«Yes Straws» — українська компанія, яка виробляє трубочки для напоїв зі стебел очерету та жита. Учасник Глобального договору ООН (UN Global Compact).
Основними цілями компанії є зменшення використання одноразових пластикових предметів, а також мінімізація негативного впливу на довкілля.

## Історія
Компанію було засновано в 2018 році у Києві. Ідея виготовлення екологічних соломинок виникла у засновників, після використання за кордоном паперових трубочок для напоїв.
Спочатку компанія орієнтувалася на закордонний ринок та продавала свою продукцію через Amazon. Пізніше купувати натуральні соломинки для напоїв почав український ресторанний бізнес. Компанія співпрацює з близько 170 закладами.
З 2021 року компанія бере участь у програмі Young SDG Innovators, яка допомагає молодим інноваторам наблизитись до досягнення цілей сталого розвитку.

## Продукція
Компанія виробляє близько 3 млн трубочок на місяць; експортує продукцію до країн ЄС, Ізраїлю і США.
Трубочки складаються із натуральних місцевих матеріалів — стебел очерету або жита. Продукція не містить поліетиленової плівки, шкідливих домішок у складі. Під час використання, на відміну від паперових трубочок, трубочки з очерету та жита не розмокають від вологи. Після використання продукцію можна компостувати. Вона розкладається за 3-8 місяців.

## Нагороди і номінації
У 2019 році бренд компанії було представлено в номінації «Товари для барів та барменів» щорічної барної премії Ukrainian Bar Awards.
У 2020 році компанія отримала нагороду від Food and Drink Annually як найкращі біорозкладні соломинки року.

## Виставки
Учасник 19-ї виставки екотоварів та послуг «ECO-Expo», яка проходила у Міжнародному виставковому центрі в Києві 6-9 жовтня 2021 року.
4 жовтня 2021 року в рамках Національного Дня України — офіційного заходу, що передбачений програмою Павільйону України на Всесвітній виставці «Експо-2020», серед екологічних інноваційних українських продуктів, зокрема було представлено й Yes Straws.